# تازا: قماربازان
تازا: قماربازان (انگلیسی: Tazza: The High Rollers؛ کره‌ای: 타짜) فیلم جنایی محصول سال ۲۰۰۶ کره جنوبی به کارگردانی چوی دونگ هون و بر پایه مانهوایی با همین نام اثر هو یونگ مان و کیم سه یونگ است. این فیلم توسط سایدوس اف‌ان‌اچ تولید و توسط سی‌جی انترتینمنت توزیع شده است و داستان آن حول محور گروهی از قماربازان درگیر در بازی ورق کره‌ای هواتو (کره‌ای: 화투; هانجا: 花鬪؛ ترجمه لفظی: جنگ گل‌ها) می‌چرخد. این فیلم یک موفقیت تجاری بود و چندین جایزه برنده شد. این فیلم دومین فیلم پرفروش کره جنوبی در سال ۲۰۰۶ است.

## بازیگران
- چو سونگ وو در نقش کیم گو نی
- کیم هه سو در نقش خانم جونگ
- یو هه جین در نقش کو گوانگ ریول
- بک یون شیک در نقش آقای پیونگ
- کیم یون سوک در نقش آگویی
- کیم اونگ سو در نقش کواک چول یونگ
- کیم سانگ هو در نقش پارک مو سوک
- لی سو کیونگ در نقش هوا ران
- پارک سو یونگ در نقش عموی گو نی
- کیم جونگ نان در نقش سه ران
- جو سانگ گون در نقش راکون (کارآگاه)
- هو یونگ مان (حضور افتخاری)

## دنباله‌ها
دنباله‌ای برای این فیلم به نام تازا: کارت پنهان به کارگردانی کیم هیونگ چول و با بازی تی.او. پی، شین سه کیونگ، کواک دو وون و لی هانی، به همراه یو هه جین و کیم یون سوک با تکرار نقش‌های قبلی خود، ساخته شد. فیلم‌برداری این فیلم در ۲ ژانویه ۲۰۱۴ آغاز شد و در ۳ سپتامبر ۲۰۱۴ منتشر شد.
فیلم سوم، تازا: سرباز یک چشم در سال ۲۰۱۹ منتشر شد. این فیلم به کارگردانی کوان اوه کوانگ و با بازی پارک جونگ مین و ریو سونگ بوم است.